# The Sting (Futurama)
«The Sting» (titulado como «El aguijón» en Hispanoamérica y «La picadura» en España) es el duodécimo episodio de la cuarta temporada, y el número 66 en general, de la serie de televisión de dibujos animados estadounidense Futurama. Se emitió originalmente en Fox Network en los Estados Unidos el 1 de junio de 2003. En el episodio, la tripulación de Planet Express es enviado a recolectar miel espacial y se encuentra en una desgarradora batalla con abejas gigantes. La trama del episodio se originó porque los escritores querían hacer una historia en la que pareciera que un personaje importante había muerto. Luego, el episodio se produjo más rápido de lo normal y fue bien recibido por la crítica.

## Producción
La trama se originó porque los escritores querían hacer un episodio en el que pareciera que un personaje principal realmente había sido asesinado; la historia se concretó en cuestión de horas después de eso. En un momento del episodio, Leela llora y toma un pañuelo para secarse el ojo. Sin embargo, cuando hace esto, rompe el tejido por la mitad. Si bien en apariencia esto es una broma sobre que Leela es un cíclope, el comentario de audio revela que esto también fue una broma interna entre los escritores. En el momento de la producción, David X. Cohen enfermó, pero aun así vino a trabajar. Para ahorrar en pañuelos, partió uno por la mitad.

## Emisión y recepción
En su emisión inicial, el episodio recibió un Nielsen ratings de 2,4/5, colocándolo en el puesto 81 entre los programas de horario estelar durante la semana del 26 de mayo al 1 de junio de 2003. 
El episodio fue nominado a un Emmy en 2003 por Mejor Programa Animado (de menos de una hora). El escritor Patric Verrone también fue nominado para un Premio Annie por "Escritura en una producción televisiva animada" y el Premio del Sindicato de Guionistas de Estados Unidos por escritura destacada en animación en el 56° Premio del Sindicato de Guionistas.  En 2009, este episodio fue nombrado por IGN como el número 24 en su lista de los 25 mejores episodios de Futurama; El episodio se incluyó en la lista debido a su avance en la relación entre Fry y Leela. La reevaluación de la lista por parte de IGN en 2019 mantuvo el episodio en el número 24 (a pesar del debut de 68 episodios adicionales de Futurama mientras tanto), pero ignoró la relación de Fry y Leela, centrándose en cambio en el equilibrio del episodio entre temas oscuros e imágenes surrealistas con un sentido del humor único.  The Futon Critic lo calificó en el puesto 48 en su lista de los 50 mejores episodios de televisión de 2003. Este episodio es uno de los cuatro que aparecen en la Monster Robot Maniac Fun Collection, lo que indica que es uno de los cuatro episodios favoritos de Matt Groening. En 2013, ocupó el puesto número 8 "según lo votado por los fanáticos" para el maratón Futurama Fanarama de Comedy Central.